# Kiltsi (Väike-Maarja)
Kiltsi (deutsch: Gilsenhof) ist ein Dorf (alevik) in der estnischen Gemeinde Väike-Maarja im Kreis Lääne-Viru.
Das Dorf hat 261 Einwohner.

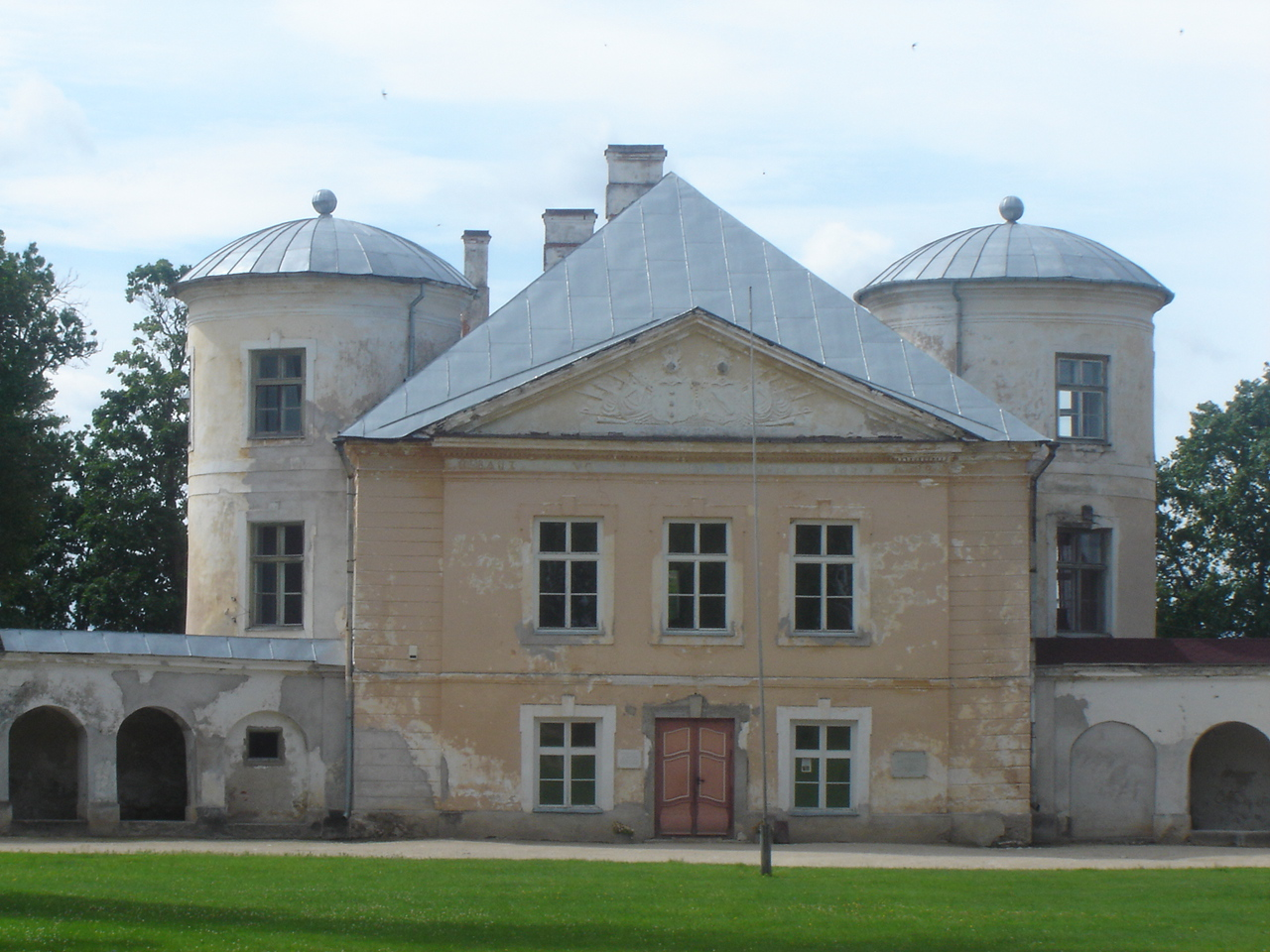
Schloss Ass, auch Gilsenhof genannt

Das Gutshaus von Kiltsi (deutsch Schloss Ass oder Gilsenhof) war eines der bekanntesten Rittergüter Wierlands (Virumaa).
Der Ort wurde 1466 erstmals urkundlich erwähnt. Im 16. Jahrhundert stand dort eine Vasallenburg. Sie stand im Eigentum der deutschbaltischen Familie von Gilsen. Die kleine Burg ohne Innenhof wurde während des Livländischen Krieges im Februar 1588 zerstört.
1784 erwarb der Major Hermann Johann von Benckendorff das Anwesen. 1790 ließ er auf den alten Ruinen ein neues Gutshaus im spätbarocken Stil errichten. Auf dem Giebeldreieck ist der Text zu lesen: „Gebaut anno 1292 und renovirt anno 1790“. Das Gut gehörte zwischen 1801 und 1846 dem Entdeckungsreisenden Adam Johann von Krusenstern, der dort starb.
Seit 1920 befindet sich in dem Gebäude eine Schule. Darin ist auch ein kleines Museum zum Leben und Werk Adam Johann von Krusensterns untergebracht.